# Thulin
Thulin is een dorp in de Belgische provincie Henegouwen, en een deelgemeente van de Waalse gemeente Hensies. Tot 1 januari 1977 was het een zelfstandige gemeente.

## Bezienswaardigheden
- De Sint-Martinuskerk (Église Saint-Martin) is een classicistisch kerkgebouw van 1732-1734. Van 1858-1862 werd de toren herbouwd, een transept toegevoegd en ook het kerkschip verlengd. De kerk bezit een doopvont van 1576.

## Natuur en landschap
Ten noorden van Thulin stroomt de Hene. De hoogte aan de kerk bedraagt 29 meter.

## Economie
Van 1836-1877 was hier een suikerfabriek. In 1887 kwam er een fabriek voor faience die tot 1973 heeft bestaan. Ook andere industriële bedrijven waren in Thulin gevestigd.
Hoewel naar steenkool werd gezocht zijn er in Thulin geen mijnen geopend. Wel werkten veel inwoners in de mijnen van het nabijgelegen Boussu-Bois, Dour en Élouges. Deze mijnen exploiteerden ook de ondergrond van Thulin. Vanaf de jare '70 van de 20e eeuw trad werkloosheid in.

## Demografische ontwikkeling
- Bronnen:NIS, Opm:1831 tot en met 1970=volkstellingen, 1976= inwoneraantal op 31 december

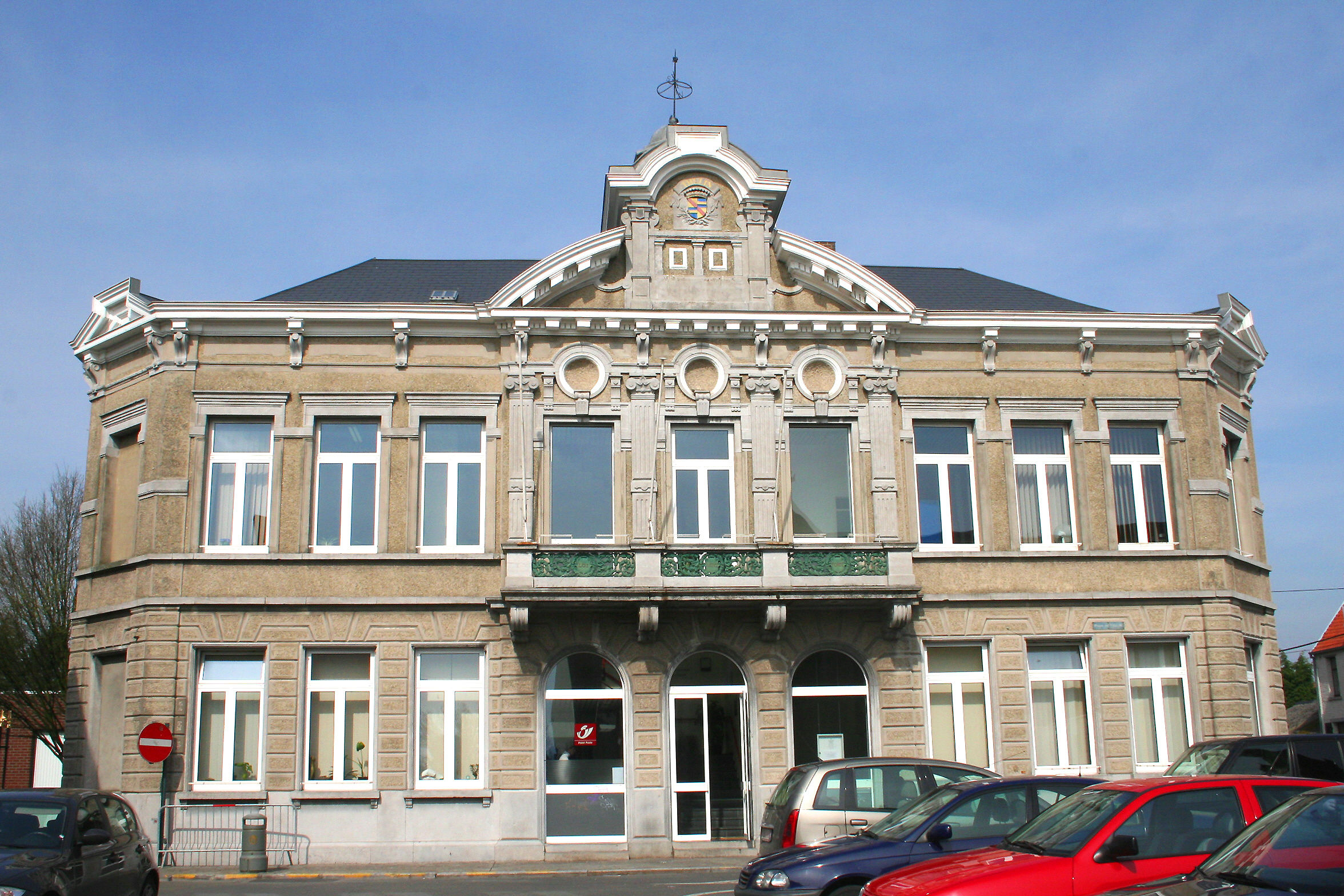
Voormalig gemeentehuis

## Nabijgelegen kernen
Élouges, Hainin, Montroeul-sur-Haine, Quiévrain